# مادولار ماینینگ
مادولار ماینینگ (انگلیسی: Modular Mining) شرکت فناوری اطلاعات آمریکایی است، که در سال ۱۹۷۹ تأسیس شد.